# Szőcs Artur
Szőcs Artur (1980. július 17. –) magyar színművész, rendező, tanár.

## Életpályája
1980-ban született. 14 éves koráig Szovátán élt, majd a marosvásárhelyi Bolyai Farkas Elméleti Líceum, nyelvtagozatán érettségizett. 2001–2005 között a Színház- és Filmművészeti Egyetem hallgatója, operett-musical szakon, majd 2006–2011 között a rendezői szakot is elvégezte. 2011-2018 között az egyetem tanára. 2005-2006 között a Vígszínház tagja volt, rendezői tanulmányai alatt szüneteltette tagságát, de szerepeit játszotta tovább. 2012-től a Miskolci Nemzeti Színház rendezője, a művészeti tanácsának tagja. 2020-ban megpályázta az egri Gárdonyi Géza Színház igazgatói posztját. Előbb kinevezték a pozícióra, de a döntést visszavonták, és így a korábbi direktor maradt az intézmény vezetője.

## Rendezései
| Bemutató dátuma | Színház                          | Szerzők                                                        | Cím                         |
| --------------- | -------------------------------- | -------------------------------------------------------------- | --------------------------- |
| 2024            | Miskolci Nemzeti Színház         | Weöres Sándor                                                  | A kétfejű fenevad           |
| 2024            | Miskolci Nemzeti Színház         | Zerkovitz Béla - Szilágyi László                               | Csókos asszony              |
| 2024            | Miskolci Nemzeti Színház         | Georg Büchner                                                  | Leonce és Léna              |
| 2023            | Miskolci Nemzeti Színház         | Kisfaludy Károly                                               | A tatárok Magyarországon    |
| 2022            | Miskolci Nemzeti Színház         | Betty Comden - Adolph Green                                    | Ének az esőben              |
| 2022            | Vígszínház (Pesti Színház)       | Nick Payne                                                     | Inkognitó                   |
| 2022            | Szegedi Nemzeti Színház          | Carl Maria von Weber                                           | A bűvös vadász              |
| 2022            | Miskolci Nemzeti Színház         | Aiszkhülosz - Euripidész - Szophoklész - Hugo von Hofmannstahl | Elektra                     |
| 2022            | Miskolci Nemzeti Színház         | Mihail Bulgakov                                                | Mester és Margarita         |
| 2021            | Kecskeméti Katona József Színház | Eisemann Mihály - Egri-Halász Imre - Békeffi István            | Egy csók és más semmi       |
| 2020            | Móricz Zsigmond Színház          | Móricz Zsigmond                                                | Úri muri                    |
| 2020            | Miskolci Nemzeti Színház         | Ábrahám Pál                                                    | Bál a Savoyban              |
| 2020            | Radnóti Színház                  | Angelo Beolco Ruzante                                          | Csapodárok                  |
| 2019            | Miskolc kamara                   | Hunyady Sándor                                                 | Feketeszárú cseresznye      |
| 2019            | Miskolci Nemzeti Színház         | Molière                                                        | Don Juan                    |
| 2019            | Szabadkai Népszínház             | Aiszkhülosz                                                    | Oreszteia                   |
| 2018            | Miskolci Nemzeti Színház         | Jerry Herman - Michael Stewart                                 | Hello, Dolly!               |
| 2018            | Szegedi Nemzeti Színház          | Dés László - Nemes István - Böhm György - Korcsmáros György    | Valahol Európában           |
| 2018            | Móricz Zsigmond Színház          | Fosse - Kander - Ebb                                           | Chicago                     |
| 2018            | Miskolc kamara                   | Sényi Fanni                                                    | Pályaválasztás              |
| 2017            | Miskolc kamara                   | Vörösmarty Mihály                                              | Csongor és Tünde            |
| 2017            | Miskolci Játékszín               | Bertolt Brecht                                                 | A kaukázusi krétakör        |
| 2017            | Szegedi Kisszínház               | Háy János                                                      | Utánképzés ittas vezetőknek |
| 2016            | Miskolci Nemzeti Színház         | Georges Feydeau                                                | A hülyéje                   |
| 2016            | Miskolci Játékszín               | Euripidész                                                     | Bakkhánsnők                 |
| 2016            | Miskolci Nemzeti Színház         | John Harold Kander - Joseph Stein - Fred Ebb                   | Zorba                       |
| 2015            | Miskolci Nemzeti Színház         | Eisemann Mihály - Egri-Halász Imre - Békeffi István            | Egy csók és más semmi       |
| 2015            | Miskolci Játékszín               | Anton Pavlovics Csehov                                         | Ványa bácsi                 |
| 2015            | Átrium Film-Színház              | William Shakespeare                                            | Lear                        |
| 2015            | Miskolc kamara                   | Nagy Nándor - Máthé Zsolt - Deres Péter                        | Robin Hood                  |
| 2014            | Miskolci Nemzeti Színház         | Giuseppe Verdi                                                 | Rigoletto                   |
| 2014            | Miskolc kamara                   | Heinrich von Kleist                                            | Az eltört korsó             |
| 2014            | Komáromi Jókai Színház           | William Shakespeare                                            | A velencei kalmár           |
| 2014            | Miskolc kamara                   | Henrik Ibsen                                                   | Rosmersholm                 |
| 2013            | Miskolci Nemzeti Színház         | Martos Ferenc - Huszka Jenő                                    | Lili bárónő                 |
| 2013            | Pesti Színház                    | Titus Maccius Plautus                                          | A hetvenkedő katona         |
| 2012            | Miskolci Játékszín               | Marius von Mayenburg                                           | A hideg gyermek             |
| 2011            | Pesti Színház                    | Nina Raine                                                     | Billy világa                |
| 2011            | Pécsi kamaraszínház              | Albert Camus                                                   | Caligula                    |
| 2010            | Ódry Színpad                     | Gárdonyi Géza                                                  | Rakott szesz                |

## Színházi szerepei
| Bemutató dátuma | Színház                             | Szerzők                                                                     | Cím                          | Rendező              | Szerep                                       |
| --------------- | ----------------------------------- | --------------------------------------------------------------------------- | ---------------------------- | -------------------- | -------------------------------------------- |
| 2023            | Miskolci Nemzeti Színház            | Kálmán Imre - Jenbach Béla - Leo Stein - Gábor Andor                        | Csárdáskirálynő              | Béres Attila         | Edvin                                        |
| 2022            | Miskolci Nemzeti Színház            | Betty Comden - Adolph Green                                                 | Ének az esőben               | Szőcs Artur          | Díszítők                                     |
| 2022            | Miskolci Nemzeti Színház            | Tim Rice - Andrew Lloyd Webber                                              | Jézus Krisztus Szupersztár   | Szabó Máté           | Jézus                                        |
| 2021            | Miskolci Nemzeti Színház            | Szirmai Albert - Bakonyi Károly - Gábor Andor                               | Mágnás Miska                 | Székely Kriszta      | Baracs István                                |
| 2021            | Miskolci Nemzeti Színház            | Mel Brooks - Thomas Meehan                                                  | Producerek                   | Béres Attila         | Roger de Bris                                |
| 2019            | Miskolci Nemzeti Színház            | Lehár Ferenc                                                                | Luxemburg grófja             | Rusznyák Gábor       | René                                         |
| 2018            | Miskolci Nemzeti Színház            | Kálmán Imre - Julius Brammer - Alfred Grünwald                              | A cirkuszhercegnő            | Szabó Máté           | Mister X                                     |
| 2017            | Miskolci Nemzeti Színház            | Alfred Grünwald - Julius Brammer - Kálmán Imre                              | Marica grófnő                | Szabó Máté           | Endrődy-Wittenburg Tasziló alias Török Béla  |
| 2017            | Szegedi szabadtéri                  | William Shakespeare                                                         | Vízkereszt vagy amit akartok | Béres Attila         | Curioúr a herceg kíséretében                 |
| 2016            | Vaskakas Bábszínház                 | Veres András                                                                | Tündérkeresztanya            | Rab Viki             | Osztályvezető tanár                          |
| 2016            | Miskolci Nemzeti Színház            | Georges Feydeau                                                             | A hülyéje                    | Szőcs Artúr          | Jean/Gerome                                  |
| 2016            | Miskolci Nemzeti Színház            | Ábrahám Pál - Földes Imre - Harmath Imre                                    | Viktória                     | Béres Attila         | Koltay Istvánhuszárkapitány                  |
| 2016            | Csokonai Színház Stúdiószínház      | Kiss Gergely Máté                                                           | A jegesmedve                 | Kiss Gergely Máté    | Osztályvezető tanár                          |
| 2014            | Szegedi szabadtéri                  | Kodály Zoltán                                                               | Háry János                   | Béres Attila         | Bíró Francia tábornok                        |
| 2014            | Vígszínház                          | Johann Nepomuk Nestroy - Heltai Jenő                                        | Lumpáciusz Vagabundusz       | Eszenyi Enikő        | Lumpáciusz Vagabundusz, rossz szellem        |
| 2013            | Miskolci Nemzeti Színház            | Bródy Sándor                                                                | A tanítónő                   | Rusznyák Gábor       | Ifj. Nagy István                             |
| 2012            | Miskolci Nemzeti Színház            | Móricz Zsigmond                                                             | Úri muri                     | Keszég László        | Lekenczey Muki                               |
| 2012            | Vígszínház                          | Horace McCoy                                                                | A lovakat lelövik, ugye?     | Eszenyi Enikő        | Énekes Nyomozó                               |
| 2011            | Szegedi szabadtéri                  | Dés László - Nemes István - Böhm György - Horváth Péter - Korcsmáros György | Valahol Európában            | Béres Attila         | Hosszú                                       |
| 2010            | Pécsi kamaraszínház                 | Claude Magnier                                                              | Oscar                        | Balikó Tamás         | Oscarakit mindenki keresA rendező munkatársa |
| 2010            | Pécsi Nemzeti Színház               | Miklós Tibor - Jávori Ferenc Fegya - Joshua Sobol                           | Gettó                        | Béres Attila         | Kittel dr. Paul                              |
| 2010            | Vígszínház                          | Joseph Stein - Jerry Bock - Sheldon Harnick                                 | Hegedűs a háztetőn           | Eszenyi Enikő        | Percsik, diák                                |
| 2009            | Operaház                            | Wolfgang Amadeus Mozart - E. Schikaneder                                    | A varázsfuvola               | Marton László        | A rendező munkatársa                         |
| 2009            | Tivoli                              | Eugene O'Neill                                                              | Utazás az éjszakába          | Tordy Géza           | Ifj. James Tyrone                            |
| 2008            | Pesti Színház                       | Frank Wedekind                                                              | Lulu                         | Forgács Péter        | Eduard Schwarzportréfestő                    |
| 2008            | Gobbi Hilda Színpad                 | Remenyik Zsigmond                                                           | Pokoli disznótor             | Dömötör András       | I. Vándorló                                  |
| 2007            | Vígszínház                          | William Shakespeare                                                         | Minden jó, ha vége jó        | Valló Péter          | Bertram                                      |
| 2007            | Szegedi szabadtéri                  | Alfred Grünwald - Julius Brammer - Kálmán Imre                              | Marica grófnő                | Eszenyi Enikő        | Liebenberg, Károly István                    |
| 2007            | Vidám Színpad                       | Jonathan Wood - Fred Farelli                                                | Démonológia                  | Bagó Bertalan        | Dr. Frankeinstein(Fred Farelli)Zene          |
| 2006            | Vígszínház                          | Lope de Vega                                                                | A kertész kutyája            | Ács János            | TeodoroDiana írnoka                          |
| 2006            | Pesti Színház                       | Szép Ernő                                                                   | Lila ákác                    | Forgács Péter        | Majmóczy                                     |
| 2005            | Pesti Színház                       | Friedrich Schiller                                                          | Stuart Mária                 | Alföldi Róbert       | Aubespine gróffrancia követ                  |
| 2005            | Hevesi Sándor Színház, Zalaegerszeg | Bereményi Géza - Horváth Károly                                             | Laura                        | Bagó Bertalan        | Madarász Zsolt                               |
| 2004            | Ódry Színpad                        | A tüsszentés                                                                |                              | Huszti Péter         |                                              |
| 2003            | Ódry Színpad                        | Alain Boublil - Claude-Michel Schönberg                                     | Miss Saigon                  | Kerényi Miklós Gábor | Professzor                                   |
| 2003            | Vígszínház                          | Grimm testvérek                                                             | Hamupipőke                   | Iglódi István        | 1. Galamb                                    |
|                 | Vígszínház                          | William Shakespeare                                                         | Sok hűhó semmiért            | Eszenyi Enikő        | Claudioifjú firenzei gróf                    |
|                 | Vígszínház                          | Presser Gábor - Sztevanovity Dusán - Horváth Péter                          | A padlás                     | Marton László        | Rádiós                                       |

## Filmes- és televíziós szerepei
- Régimódi történet (2006) ..ifj. Hoffer
- Overnight (2007)
- Presszó (2008) ...Laci
- Brooklyn (2009)
- Aranyélet (2015-2016) ...Tomcsa Nándor
- Egynyári kaland (2019) ...Donát
- Mellékhatás (2023) ...Mészáros Ferenc